# NGC 4314
NGC 4314是一個位於后髮座的棒旋星系，距離地球約4千萬光年。該星系最顯著且最不尋常的特徵是它的核心附近由明亮年輕恆星組成的環狀恆星形成帶。這些環結構的形成有部分原因被認為是林達博共振。一般認為該區域恆星大量型成發生在過去數百萬年內，這在天文學上是非常短的時間，因為大部分主序星的年齡都有數十億年，並且它們在星系內的形成通常不會有固定模式。未來必須要對該區域進行更進一步研究以了解星系內這類環結構的演化。

## 外部連結
- APOD: December 12, 1999（页面存档备份，存于）
- McDonald Observatory: 9 April 2002 News Release（页面存档备份，存于）
- ESA/Hubble NGC 4314